# Павлова, Александра Леонидовна
Александра Леонидовна Павлова (10 сентября 1964, Москва, РСФСР, СССР — 26 сентября 2013, Москва, Россия) — российский архитектор, педагог. Сооснователь (1999, с партнёром Юрием Григоряном) архитектурного бюро «Проект Меганом». Преподаватель МАрхИ (2006—2013), имела псевдоним «Капля».

## Биография
Александра Павлова родилась 10 сентября 1964 в г. Москве в семье архитектора Леонида Николаевича Павлова.
В 1988 году окончила МАРХИ, факультет жилых и общественных зданий. Проводниками в мир архитектуры были отец Леонид Павлов и профессор МАРХИ Борис Бархин.
С 1989 — художник-концептуалист (сотрудничество с Группой «АБ»), с 1996 — архитектор, партнёр Архитектурного бюро «ПРОЕКТ МЕГАНОМ» (в состав бюро входят архитекторы, работающие вместе с 1991).

## Проекты и постройки
- Проект стеклянная башня на Крымской наб.;
- Жилой дом на Молочном пер.,
- Вилла «Остоженка»,
- Жилой дом на Коробейниковом пер.;
- Концепция Музея архитектуры на Остоженке (не реализ.).

## Участие в выставках
- Стеклянная башня на Крымской наб. в г. Москве (инсталляция; был снят фильм) (1989—1990);
- Выставка в г. Киле, ФРГ (1991);
- Выставки в галерее «А-3» на Арбате в г. Москве (1992);
- Выставки в галерее ресторана «Театро» гостиницы «Метрополь» в г. Москве (1992—1993);
- Выставка в г. Вильнюсе;
- Выставка в Музее Советской армии в г. Москве (1993);
- Выставка в Шк. Яна ван Эйка в Маастрихте, Голландия (1994), и др.

На ежегодных выставках «Арх-Москва» здания по проектам Архитектурного бюро «ПРОЕКТ МЕГАНОМ» признавались лучшими (2003—2004); несколько дипломов выставок «Арх-Москва» (1997—2005).

## Семья
Отец — Павлов, Леонид Николаевич (архитектор), заслуженный архитектор СССР и РФ.
Мать —  Павлова Лия Иосифовна, профессор в области архитектуры.
Брат — Павлов Николай Леонидович, профессор МАРХИ.
Дед — Павлов Николай, профессор физики МГУ им. М. В. Ломоносова, занимался вопросами радиации, переписывался с Марией Кюри, Тайный советник при дворе Николая II, смотритель гимназий, примкнул к революционной интеллигенции, дружил с А. В. Луначарским.
Про свою жизнь в искусстве Александра говорила:

«С детских лет мне сулили жизнь в искусстве. Впервые я услышала об этом в 8 лет от моей преподавательницы, пожилой балерины, как две капли воды похожей на Уланову. Балериной я не стала. Однако продолжала танцевать на концертах в гостиной Сухановского дворца (Дома творчества архитекторов). В нашем доме собирались замечательные люди: художники, скульпторы, архитекторы, поэты. Андрею Вознесенскому обязана тем, что мое тайное детское прозвище Капля стало настоящим арт-именем. В повести „О“ он упомянул меня как Каплю. Теперь так и пишу на своих визитках: имя, архитектор, а потом „Капля“. Никто не ожидал, что я попытаюсь стать архитектором, но я все же пытаюсь. Несколько лет работала вместе со своим мужем Андреем Савиным в группе „Арт-Бля“ в области концептуального искусства. Это дало мне очень много. Но когда дошло до архитектуры, у нас обнаружились разные эстетические позиции. Если посмотреть на работы „Меганома“ и „Арт-Бля“, это очевидно.»— 
Александра о папе — Леониде Павлове:

«Мой отец Леонид Павлов родился в 1909 году, учился во ВХУТЕМАСе, работал с Весниными, Жолтовским, рано стал профессором МАрхИ. В 60-х, когда я родилась, был расцвет его творчества. Он построил вычислительный центр на Кировском пр-те, Центр техобслуживания на Варшавке, знаменитый „дом с ухом“ на Профсоюзной. Был всеми признан и любим. Эрнст Неизвестный, Андрей Вознесенский считали папу своим учителем. На гравюре Неизвестного „Ужасы войны“, подаренной папе, написано: „Мастеру от ученика“. Папа не случайно надеялся, что я пойду в балет. У него самого в молодости была альтернатива между театром и архитектурой. Он служил главным художником в театре Мейерхольда. Мейерхольд решил, что он должен сыграть Чацкого. Но актёры во главе с Зинаидой Райх возмутились, поскольку он не был актёром. В результате отец ушёл из театра, а Чацкого сыграл Михаил Царёв.»— 